# Salmo 18
El salmo 18  es, según la numeración hebrea, el decimoctavo salmo del Libro de los salmos de la Biblia. Corresponde al salmo 17 según la numeración de la Biblia Septuaginta griega, empleada también en la Vulgata latina. Por este motivo, recogiendo la doble numeración, a este salmo también se le refiere como el salmo 18 (17).

### Verison de la Biblia Vulgata Sixtina Clementina
Estas son las palabras del Salmo 18 versión de la Biblia Vulgata Sixtina Clementina ;
1 hasta el final Para el sirviente del Señor, David, que habló con el Señor las palabras de este cántico, el día que el Señor lo libró de la mano de todos sus enemigos , y de mano de Saúl , y dijo: 
2 lo haré Te amo, oh Señor, fortaleza mía. 
3 El Señor es mi fortaleza , mi baluarte y mi libertador . Mi Dios es mi ayudador , y en él confiaré; mi protector , y el cuerno de mi salvación, y mi protector . 
4 Cuando alabo, invocaré al Señor, y seré salvo de mis enemigos.
5 Me rodearon dolores de muerte , y torrentes de iniquidad me turbaron. 
6 Los dolores del infierno me rodearon; los lazos de la muerte me lo impidieron. 
7 La angustia invoqué a Jehová ya mi Dios: Él oyó acerca del templo de su voz; y mi clamor llegó ante él a sus oídos. 
8 La tierra se estremeció y tembló; los cimientos de los montes se estremecieron y temblaron, porque él estaba enojado con ellos. 
9 Subió humo en su ira, y un fuego se encendió delante de él;las brasas se encendían con él. 
10 Inclinó los cielos y descendió, y las tinieblas estaban debajo de sus pies. 
11 Y subió sobre los querubines y voló; voló sobre las alas del viento. 
12 E hizo de las tinieblas su escondite; a su alrededor estaba su tabernáculo, agua oscura en las nubes del aire. 13 Por el resplandor delante de él, las nubes pasaron; granizo y carbones encendidos. 
14 tronó desde el cielo, y el Altísimo dio su voz , granizo y relámpagos. 
15 Y envió sus flechas y los dispersó; multiplicó relámpagos y los turbó.
16 Y aparecieron las fuentes de las aguas, y los cimientos del mundo fueron descubiertos, por tu reprensión, oh Señor, por el soplo del espíritu de tu ira. 
17 Envió desde lo alto y me tomó; y me sacó de muchas aguas. 
18 Me libró de mis enemigos más fuertes y de los que me odiaban. Porque son demasiado fuertes para mí; 
19 Me impidieron en el día de mi aflicción, y el Señor se convirtió en mi protector. 
20 Y me sacó a un lugar espacioso; Él me salvó, porque quería que yo 

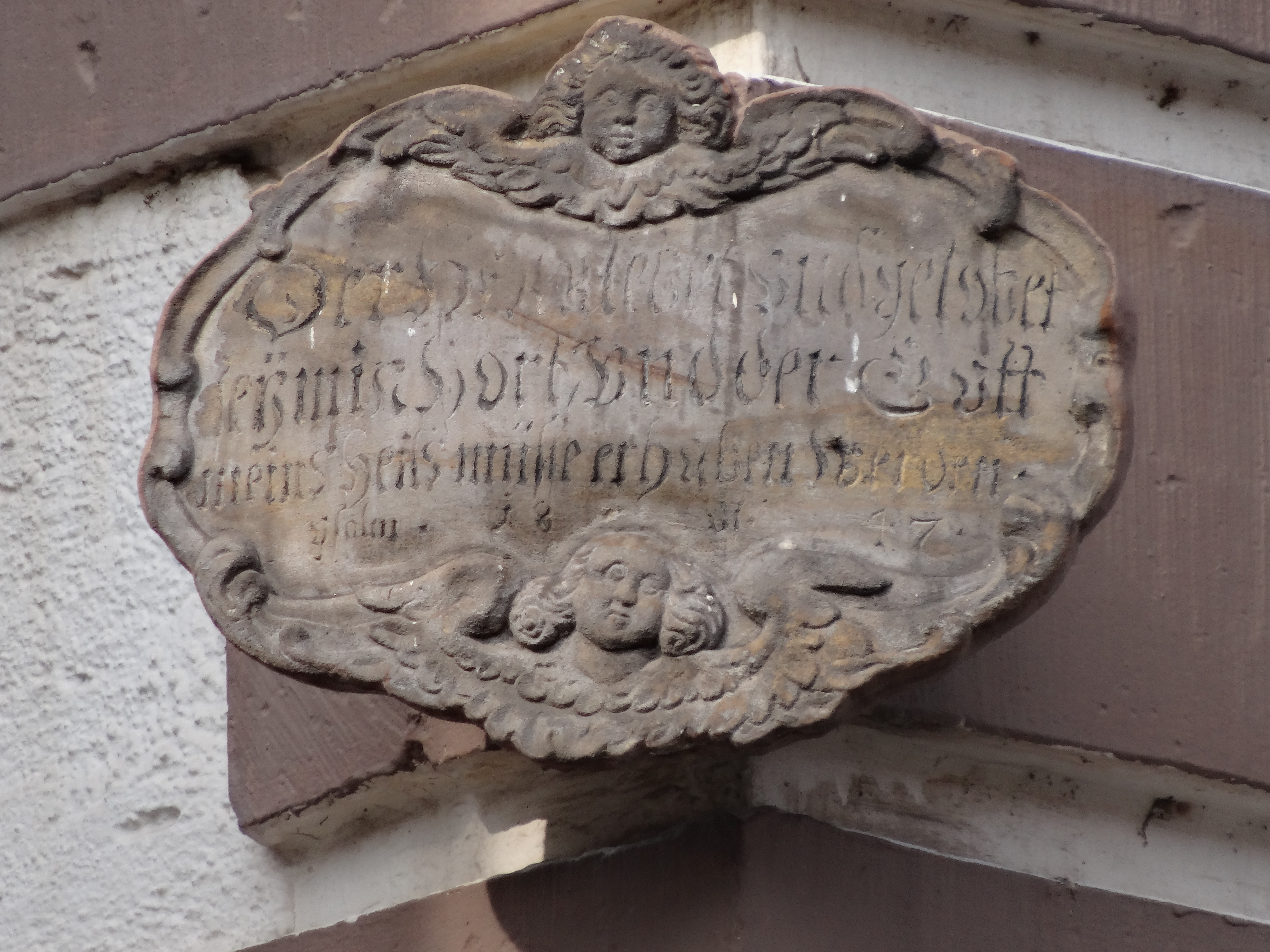
Palabras del Salmo 18 versículo 47 en una esquina de la calle en Gotha : El Señor vive y alabado
sea mi guarida, y el Dios de mi salvación debe ser exaltado

21 me recompensara es justo, y la limpieza de mis manos: 22porque he guardado los caminos del Señor, y no he obrado impíamente de parte de mi Dios; 
23 Porque todos sus juicios están en mis ojos, y sus jueces no aparté de mí. 
24 Y seré sin mancha con él; y me guardaré de mi iniquidad. 
25 Y el Señor me pagará conforme a mi justicia, y conforme a la limpieza de mis manos delante de sus ojos. 
26 Con el santo serás santo, y con el inocente serás inocente; 
27 y con el escogido serás escogido, y con el pervertido serás pervertido. 
28 Porque salvarás al pueblo humilde, y derribarás los ojos de los soberbios. 
29 Porque tú, Señor, enciende mi lámpara; Dios mío, ilumina mis tinieblas. 
30 Porque en ti seré librado de la tentación; y en mi Dios pasaré el muro. 

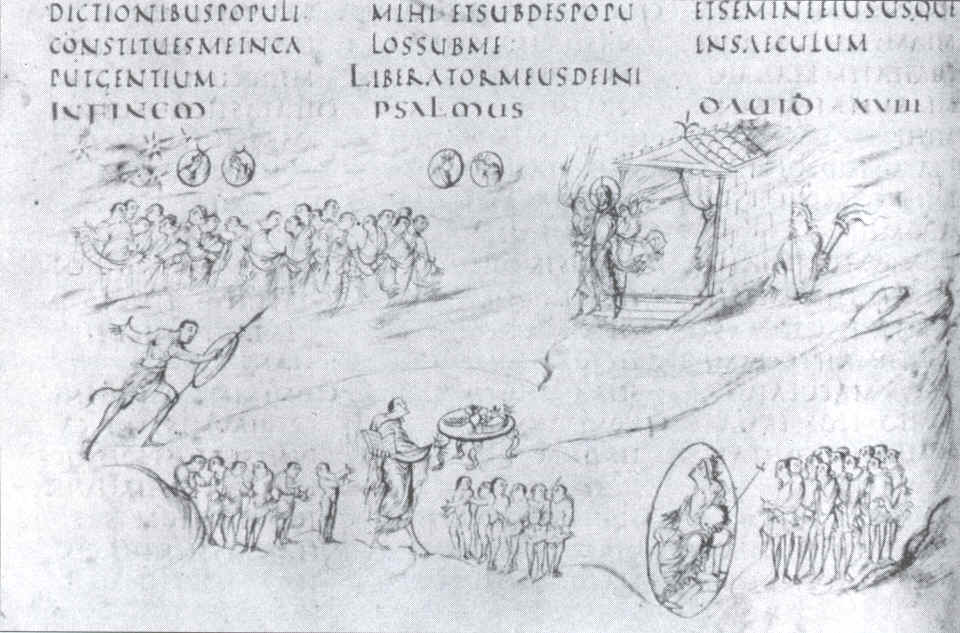
Salmo 18 versículo 50 en el Salterio de Utrecht

31 Dios mío, su camino está sin mancha; las palabras del Señor probadas por el fuego: él es el protector de todos los que en él confían. 32 Porque, ¿quién es Dios sino el Señor? ¿O quién es Dios sino nuestro Dios? 
33 Dios, que me ha ceñido de fuerzas, y ha establecido mi camino sin defecto; 
34 que hizo mis pies como ciervos, y me puso en lugares altos; 
35 que enseña mis manos a la batalla. Y has puesto mis brazos como un arco de bronce, 
36 y me has dado protección para tu salvación.y tu diestra me ha protegido, y tu disciplina me ha corregido hasta el final, y tu misma disciplina me guiará. 
37 Has ensanchado mis pasos debajo de mí, y mis pies no han caído. 
38 Perseguiré a mis enemigos y los alcanzaré; y no volveré hasta que se acaben. 
39 Los romperé en pedazos, y no podrán mantenerse en pie; caerán bajo mis pies. 
40 Y me has ceñido de fuerzas para la guerra, y has suplantado a los que se levantaron contra mí debajo de mí. 
41 Y diste mi espalda a mis enemigos, y destruiste a los que me odiaban. 
42 Clamaron, pero no hubo quien salvar; al Señor, pero él no los escuchó. 
43Y los batiré como polvo delante del viento; como lodo de las calles los destruiré. 
44 Me has librado de las contradicciones del pueblo; me pondrás por cabeza de naciones. 
45 Un pueblo que no conocía me ha servido; el oído me ha obedecido en el oído. 
46 Los extraños me han mentido, los niños extraños se han desvanecido y se han apartado cojeando de sus caminos. 
47 Vive el Señor, y bendito es mi Dios, y exaltado sea el Dios de mi salvación. 
48 Dios, que me da venganza, y somete al pueblo debajo de mí; mi libertador de mis enemigos enfurecidos. 
49 Y me ensalzarás entre los que se levantan contra mí; líbrame del impío.
50 Por tanto, te confesaré entre las naciones, y cantaré salmo a tu nombre; 
51 glorificando la salvación de su rey, y mostrando bondad a su ungido David y a su descendencia para siempre.

## Texto
La siguiente tabla muestra el texto en hebreo del Salmo con vocales, junto con el texto en griego koiné de la Septuaginta  y la traducción al inglés de la Versión King James. Tengase en cuenta que el significado puede diferir ligeramente entre estas versiones, ya que la Septuaginta y el Texto masorético provienen de diferentes tradiciones textuales, y una traducción de 1844 directamente de la Septuaginta por L. C. L. Brenton se puede encontrar net/elpenor/greek-texts/septuagint/chapter.asp?book=24&page=17 aquí. Ambas traducciones son de dominio público. En la Septuaginta, este salmo se numera como Salmo 17.
| #     | Hebreo                                                                                                  | Español | Griego |
| ----- | --- | --- | --- |
| [ 4 ] | לַמְנַצֵּ֤חַ ׀ לְעֶ֥בֶד יְהֹוָ֗ה לְדָ֫וִ֥ד אֲשֶׁ֤ר דִּבֶּ֨ר ׀ לַיהֹוָ֗ה אֶת־דִּ֭בְרֵי הַשִּׁירָ֣ה הַזֹּ֑את בְּי֤וֹם הִֽצִּיל־יְהֹוָ֘ה אוֹת֥וֹ מִכַּ֥ף כׇּל־א אֹ֝יְבָ֗יו וּמִיַּ֥ד שָׁאֽוּל׃ | (Al músico principal. Salmo de David, siervo de Jehová, que dijo a Jehová las palabras de este cántico en el día que Jehová le libró de la mano de todos sus enemigos y de la mano de Saúl. Y dijo:) | Εἰς τὸ τέλος· τῷ παιδὶ Κυρίου τῷ Δαυΐδ, ἃ ἐλάλησεν τῷ Κυρίῳ τοὺς λόγους τῆς ᾠδῆς ταύτης ἐν ἡμέρᾳ, ᾗ ἐῤῥύσατο αὐτὸν ὁ Κύριος ἐκ χειρὸς πάντων τῶν ἐχθρῶν αὐτοῦ καὶ ἐκ χειρὸς Σαούλ,  |
| 1     | וַיֹּאמַ֡ר אֶרְחׇמְךָ֖ יְהֹוָ֣ה חִזְקִֽי׃                                                                                  | Te amaré, oh Señor, mi fuerza. | καὶ εἶπεν· - ΑΓΑΠΗΣΩ σε, Κύριε, ἡ ἰσχύς μου. |
| 2     | יְהֹוָ֤ה ׀ סַ֥לְעִ֥י וּמְצוּדָתִ֗י וּמְפַ֫לְטִ֥י אֵלִ֣י צ֭וּרִי אֶֽחֱסֶה־בּ֑וֹ מָֽגִנִּ֥י וְקֶֽרֶן־יִ֝שְׁעִ֗י מִשְׂגַּבִּֽי׃                                       | El Señor es mi roca, mi fortaleza y mi libertador; mi Dios, mi fuerza, en quien confiaré; mi escudo, el cuerno de mi salvación y mi torre alta.                                                      | Κύριος στερέωμά μου καὶ καταφυγή μου καὶ ῥύστης μου. ῾Ο Θεός μου βοηθός μου, ἐλπιῶ ἐπ᾿ αὐτόν, ὑπερασπιστής μου καὶ κέρας σωτηρίας μου καὶ ἀντιλήπτωρ μου.                           |
| 3     | מְ֭הֻלָּל אֶקְרָ֣א יְהֹוָ֑ה וּמִן־אֹ֝יְבַ֗י אִוָּשֵֽׁעַ׃                                                                           | Invocaré al Señor, que es digno de alabanza; así seré salvado de mis enemigos. | αἰνῶν ἐπικαλέσομαι τὸν Κύριον καὶ ἐκ τῶν ἐχθρῶν μου σωθήσομαι. |
| 4     | אֲפָפ֥וּנִי חֶבְלֵי־מָ֑וֶת וְֽנַחֲלֵ֖י בְלִיַּ֣עַל יְבַֽעֲתֽוּנִי׃                                                                    | Los dolores de la muerte me rodearon, y las inundaciones de hombres impíos me asustaron. | περιέσχον με ὠδῖνες θανάτου, καὶ χείμαρροι ἀνομίας ἐξετάραξάν με. |
| 5     | חֶבְלֵ֣י שְׁא֣וֹל סְבָב֑וּנִי קִ֝דְּמ֗וּנִי מ֣וֹקְשֵׁי מָֽוֶת׃                                                                      | Los dolores del infierno me rodearon: las trampas de la muerte me impidieron. | ὠδῖνες ᾅδου περιεκύκλωσάν με, προέφθασάν με παγίδες θανάτου. |
| 6     | בַּצַּר־לִ֤י ׀ אֶ֥קְרָ֣א יְהֹוָה֮ וְאֶל־אֱלֹהַ֢י אֲשַׁ֫וֵּ֥עַ יִשְׁמַ֣ע מֵהֵיכָל֣וֹ קוֹלִ֑י וְ֝שַׁוְעָתִ֗י לְפָנָ֤יו ׀ תָּב֬וֹא בְאׇזְנָֽיו׃                           | En mi angustia invoqué al Señor, y clamé a mi Dios; él oyó mi voz desde su templo, y mi clamor llegó ante él, hasta sus oídos.                                                                       | καὶ ἐν τῷ θλίβεσθαί με ἐπεκαλεσάμην τὸν Κύριον καὶ πρὸς τὸν Θεόν μου ἐκέκραξα· ἤκουσεν ἐκ ναοῦ ἁγίου αὐτοῦ φωνῆς μου, καὶ ἡ κραυγή μου ἐνώπιον αὐτοῦ εἰσελεύσεται εἰς τὰ ὦτα αὐτοῦ. |
| 7     | וַתִּגְעַ֬שׁ וַתִּרְעַ֨שׁ ׀ הָאָ֗רֶץ וּמוֹסְדֵ֣י הָרִ֣ים יִרְגָּ֑זוּ וַ֝יִּתְגָּֽעֲשׁ֗וּ כִּי־חָ֥רָה לֽוֹ׃                                                 | Entonces la tierra tembló y se estremeció; también se movieron y se sacudieron los cimientos de los montes, porque él estaba airado.                                                                 | καὶ ἐσαλεύθη καὶ ἔντρομος ἐγενήθη ἡ γῆ, καὶ τὰ θεμέλια τῶν ὀρέων ἐταράχθησαν καὶ ἐσαλεύθησαν, ὅτι ὠργίσθη αὐτοῖς ὁ Θεός.                                                            |
| 8     | עָ֘לָ֤ה עָשָׁ֨ן ׀ בְּאַפּ֗וֹ וְאֵשׁ־מִפִּ֥יו תֹּאכֵ֑ל גֶּ֝חָלִ֗ים בָּעֲר֥וּ מִמֶּֽנּוּ׃                                                           | De sus narices subía humo, y fuego devoraba de su boca; carbones se encendían por él. | ἀνέβη καπνὸς ἐν ὀργῇ αὐτοῦ καὶ πῦρ ἀπὸ προσώπου αὐτοῦ καταφλεγήσεται, ἄνθρακες ἀνήφθησαν ἀπ᾿ αὐτοῦ.                                                                                 |
| 9     | וַיֵּ֣ט שָׁ֭מַיִם וַיֵּרַ֑ד וַ֝עֲרָפֶ֗ל תַּ֣חַת רַגְלָֽיו׃                                                                          | Inclinó también los cielos y descendió, y había tinieblas debajo de sus pies. | καὶ ἔκλινεν οὐρανοὺς καὶ κατέβη, καὶ γνόφος ὑπὸ τοὺς πόδας αὐτοῦ. |
| 10    | וַיִּרְכַּ֣ב עַל־כְּ֭רוּב וַיָּעֹ֑ף וַ֝יֵּ֗דֶא עַל־כַּנְפֵי־רֽוּחַ׃                                                                    | Y montó sobre un querubín, y voló; sí, voló sobre las alas del viento. | καὶ ἐπέβη ἐπὶ Χερουβὶμ καὶ ἐπετάσθη, ἐπετάσθη ἐπὶ πτερύγων ἀνέμων. |
| 11    | יָ֤שֶׁת חֹ֨שֶׁךְ ׀ סִתְר֗וֹ סְבִֽיבוֹתָ֥יו סֻכָּת֑וֹ חֶשְׁכַת־מַ֝֗יִם עָבֵ֥י שְׁחָקִֽים׃                                                        | Él hizo de las tinieblas su escondite; su pabellón alrededor de él eran aguas oscuras y densas nubes de los cielos.                                                                                  | καὶ ἔθετο σκότος ἀποκρυφὴν αὐτοῦ· κύκλῳ αὐτοῦ ἡ σκηνὴ αὐτοῦ, σκοτεινὸν ὕδωρ ἐν νεφέλαις ἀέρων.                                                                                      |
| 12    | מִנֹּ֗גַהּ נֶ֫גְדּ֥וֹ עָבָ֥יו עָבְר֑וּ בָּ֝רָ֗ד וְגַֽחֲלֵי־אֵֽשׁ׃                                                                       | Ante el resplandor que había ante él, sus densas nubes pasaron, granizo y carbones de fuego. | ἀπὸ τῆς τηλαυγήσεως ἐνώπιον αὐτοῦ αἱ νεφέλαι διῆλθον, χάλαζα καὶ ἄνθρακες πυρός. |
| 13    | וַיַּרְעֵ֬ם בַּשָּׁמַ֨יִם ׀ יְֽהֹוָ֗ה וְ֭עֶלְיוֹן יִתֵּ֣ן קֹל֑וֹ בָּ֝רָ֗ד וְגַֽחֲלֵי־אֵֽשׁ׃                                                         | El Señor también tronó en los cielos, y el Altísimo dio su voz; granizo y carbones de fuego. | καὶ ἐβρόντησεν ἐξ οὐρανοῦ Κύριος, καὶ ὁ ῞Υψιστος ἔδωκε φωνὴν αὐτοῦ· |
| 14    | וַיִּשְׁלַ֣ח חִ֭צָּיו וַיְפִיצֵ֑ם וּבְרָקִ֥ים רָ֝֗ב וַיְהֻמֵּֽם׃                                                                      | Sí, envió sus flechas y los dispersó; y disparó rayos y los desconcertó. | ἐξαπέστειλε βέλη καὶ ἐσκόρπισεν αὐτοὺς καὶ ἀστραπὰς ἐπλήθυνε καὶ συνετάραξεν αὐτούς.                                                                                                |
| 15    | וַיֵּ֤רָא֨וּ ׀ אֲפִ֥יקֵי מַ֗יִם וַֽיִּגָּלוּ֮ מוֹסְד֢וֹת תֵּ֫בֵ֥ל מִגַּעֲרָ֣תְךָ֣ יְהֹוָ֑ה מִ֝נִּשְׁמַ֗ת ר֣וּחַ אַפֶּֽךָ׃                                           | Entonces se vieron los canales de las aguas, y se descubrieron los cimientos del mundo a tu reprensión, oh Señor, al soplo del aliento de tus narices.                                               | καὶ ὤφθησαν αἱ πηγαὶ τῶν ὑδάτων, καὶ ἀνεκαλύφθη τὰ θεμέλια τῆς οἰκουμένης ἀπὸ ἐπιτιμήσεώς σου, Κύριε, ἀπὸ ἐμπνεύσεως πνεύματος ὀργῆς σου.                                           |
| 16    | יִשְׁלַ֣ח מִ֭מָּרוֹם יִקָּחֵ֑נִי יַֽ֝מְשֵׁ֗נִי מִמַּ֥יִם רַבִּֽים׃                                                                       | Envió desde lo alto, me tomó, me sacó de muchas aguas. | ἐξαπέστειλεν ἐξ ὕψους καὶ ἔλαβέ με, προσελάβετό με ἐξ ὑδάτων πολλῶν. |
| 17    | יַצִּילֵ֗נִי מֵאֹיְבִ֥י עָ֑ז וּ֝מִשֹּׂנְאַ֗י כִּֽי־אָמְצ֥וּ מִמֶּֽנִּי׃                                                                    | Me libró de mi fuerte enemigo y de los que me odiaban, pues eran demasiado fuertes para mí. | ρύσεταί με ἐξ ἐχθρῶν μου δυνατῶν, καὶ ἐκ τῶν μισούντων με, ὅτι ἐστερεώθησαν ὑπὲρ ἐμέ.                                                                                               |
| 18    | יְקַדְּמ֥וּנִי בְיוֹם־אֵידִ֑י וַֽיְהִי־יְהֹוָ֖ה לְמִשְׁעָ֣ן לִֽי׃                                                                   | Me impidieron en el día de mi calamidad: pero el Señor fue mi estancia. | προέφθασάν με ἐν ἡμέρᾳ κακώσεώς μου, καὶ ἐγένετο Κύριος ἀντιστήριγμά μου |
| 19    | וַיּוֹצִיאֵ֥נִי לַמֶּרְחָ֑ב יְ֝חַלְּצֵ֗נִי כִּ֘י חָ֥פֵֽץ בִּֽי׃                                                                        | Me sacó también a un lugar grande; me libró, porque se deleitó en mí. | καὶ ἐξήγαγέ με εἰς πλατυσμόν, ρύσεταί με, ὅτι ἠθέλησέ με. |
| 20    | יִגְמְלֵ֣נִי יְהֹוָ֣ה כְּצִדְקִ֑י כְּבֹ֥ר יָ֝דַ֗י יָשִׁ֥יב לִֽי׃                                                                      | El Señor me recompensó conforme a mi justicia; conforme a la limpieza de mis manos me ha recompensado.                                                                                               | καὶ ἀνταποδώσει μοι Κύριος κατὰ τὴν δικαιοσύνην μου καὶ κατὰ τὴν καθαριότητα τῶν χειρῶν μου ἀνταποδώσει μοι,                                                                        |
| 21    | כִּֽי־שָׁ֭מַרְתִּי דַּרְכֵ֣י יְהֹוָ֑ה וְלֹֽא־רָ֝שַׁ֗עְתִּי מֵאֱלֹהָֽי׃                                                                     | Porque he guardado los caminos del Señor y no me he apartado perversamente de mi Dios. | ὅτι ἐφύλαξα τὰς ὁδοὺς Κυρίου καὶ οὐκ ἠσέβησα ἀπὸ τοῦ Θεοῦ μου, |
| 22    | כִּ֣י כׇל־מִשְׁפָּטָ֣יו לְנֶגְדִּ֑י וְ֝חֻקֹּתָ֗יו לֹא־אָסִ֥יר מֶֽנִּי׃                                                                  | Porque todos sus juicios estaban ante mí, y no aparté de mí sus estatutos. | ὅτι πάντα τὰ κρίματα αὐτοῦ ἐνώπιόν μου, καὶ τὰ δικαιώματα αὐτοῦ οὐκ ἀπέστησαν ἀπ᾿ ἐμοῦ.                                                                                             |
| 23    | וָאֱהִ֣י תָמִ֣ים עִמּ֑וֹ וָ֝אֶשְׁתַּמֵּ֗ר מֵעֲוֺנִֽי׃                                                                             | Yo también era recto ante él, y me guardaba de mi iniquidad. | καὶ ἔσομαι ἄμωμος μετ᾿ αὐτοῦ καὶ φυλάξομαι ἀπὸ τῆς ἀνομίας μου. |
| 24    | וַיָּֽשֶׁב־יְהֹוָ֣ה לִ֣י כְצִדְקִ֑י כְּבֹ֥ר יָ֝דַ֗י לְנֶ֣גֶד עֵינָֽיו׃                                                                  | Por lo tanto, el Señor me ha recompensado según mi justicia, según la limpieza de mis manos a sus ojos.                                                                                              | καὶ ἀνταποδώσει μοι Κύριος κατὰ τὴν δικαιοσύνην μου καὶ κατὰ τὴν καθαριότητα τῶν χειρῶν μου ἐνώπιον τῶν ὀφθαλμῶν αὐτοῦ.                                                             |
| 25    | עִם־חָסִ֥יד תִּתְחַסָּ֑ד עִם־גְּבַ֥ר תָּ֝מִ֗ים תִּתַּמָּֽם׃                                                                         | Con el misericordioso te mostrarás misericordioso; con el justo te mostrarás justo; | μετὰ ὁσίου ὅσιος ἔσῃ, καὶ μετὰ ἀνδρὸς ἀθῴου ἀθῷος ἔσῃ, |
| 26    | עִם־נָבָ֥ר תִּתְבָּרָ֑ר וְעִם־עִ֝קֵּ֗שׁ תִּתְפַּתָּֽל׃                                                                             | Con el puro te mostrarás puro; y con el perverso te mostrarás perverso. | καὶ μετὰ ἐκλεκτοῦ ἐκλεκτὸς ἔσῃ καὶ μετὰ στρεβλοῦ διαστρέψεις. |
| 27    | כִּֽי־אַ֭תָּה עַם־עָנִ֣י תוֹשִׁ֑יעַ וְעֵינַ֖יִם רָמ֣וֹת תַּשְׁפִּֽיל׃                                                                  | Porque salvarás al pueblo afligido, pero humillarás a los soberbios. | ὅτι σὺ λαὸν ταπεινὸν σώσεις καὶ ὀφθαλμοὺς ὑπερηφάνων ταπεινώσεις. |
| 28    | כִּֽי־אַ֭תָּה תָּאִ֣יר נֵרִ֑י יְהֹוָ֥ה אֱ֝לֹהַ֗י יַגִּ֥יהַּ חׇשְׁכִּֽי׃                                                                    | Porque tú encenderás mi vela: el Señor mi Dios iluminará mis tinieblas. | ὅτι σὺ φωτιεῖς λύχνον μου, Κύριε ὁ Θεός μου, φωτιεῖς τὸ σκότος μου. |
| 29    | כִּֽי־בְ֭ךָ אָרֻ֣ץ גְּד֑וּד וּ֝בֵֽאלֹהַ֗י אֲדַלֶּג־שֽׁוּר׃                                                                         | Porque por ti he atravesado una tropa; y por mi Dios he saltado un muro. | ὅτι ἐν σοὶ ῥυσθήσομαι ἀπὸ πειρατηρίου καὶ ἐν τῷ Θεῷ μου ὑπερβήσομαι τεῖχος. |
| 30    | הָאֵל֮ תָּמִ֢ים דַּ֫רְכּ֥וֹ אִמְרַֽת־יְהֹוָ֥ה צְרוּפָ֑ה מָגֵ֥ן ה֝֗וּא לְכֹ֤ל ׀ הַחֹסִ֬ים בּֽוֹ׃                                                   | En cuanto a Dios, su camino es perfecto: la palabra del Señor es probada: él es un escudo para todos aquellos que confían en él.                                                                     | ὁ Θεός μου, ἄμωμος ἡ ὁδὸς αὐτοῦ, τὰ λόγια Κυρίου πεπυρωμένα, ὑπερασπιστής ἐστι πάντων τῶν ἐλπιζόντων ἐπ᾿ αὐτόν.                                                                     |
| 31    | כִּ֤י מִ֣י אֱ֭לוֹהַּ מִבַּלְעֲדֵ֣י יְהֹוָ֑ה וּמִ֥י צ֝֗וּר זוּלָתִ֥י אֱלֹהֵֽינוּ׃                                                            | ¿Quién es el que salva al Señor? ¿O quién es la roca que salva a nuestro Dios? | ὅτι τίς Θεὸς πλὴν τοῦ Κυρίου, καὶ τίς Θεὸς πλὴν τοῦ Θεοῦ ἡμῶν; |
| 32    | הָ֭אֵל הַמְאַזְּרֵ֣נִי חָ֑יִל וַיִּתֵּ֖ן תָּמִ֣ים דַּרְכִּֽי׃                                                                         | Dios es quien me ciñe de poder y quien perfecciona mi camino. | ὁ Θεὸς ὁ περιζωννύων με δύναμιν καὶ ἔθετο ἄμωμον τὴν ὁδόν μου· |
| 33    | מְשַׁוֶּ֣ה רַ֭גְלַי כָּאַיָּל֑וֹת וְעַ֥ל בָּ֝מֹתַ֗י יַעֲמִידֵֽנִי׃                                                                      | Él hace mis pies como pies de cierva, y me asienta sobre mis lugares altos. | καταρτιζόμενος τοὺς πόδας μου ὡσεὶ ἐλάφου καὶ ἐπὶ τὰ ὑψηλὰ ἱστῶν με· |
| 34    | מְלַמֵּ֣ד יָ֭דַי לַמִּלְחָמָ֑ה וְֽנִחֲתָ֥ה קֶֽשֶׁת־נְ֝חוּשָׁ֗ה זְרוֹעֹתָֽי׃                                                                 | Él enseña a mis manos a la guerra, para que un arco de acero sea roto por mis brazos. | διδάσκων χεῖράς μου εἰς πόλεμον καὶ ἔθου τόξον χαλκοῦν τοὺς βραχίονάς μου· |
| 35    | וַתִּתֶּן־לִי֮ מָגֵ֢ן יִ֫שְׁעֶ֥ךָ וִֽימִינְךָ֥ תִסְעָדֵ֑נִי וְֽעַנְוַתְךָ֥ תַרְבֵּֽנִי׃                                                            | También me has dado el escudo de tu salvación; tu diestra me ha sostenido, y tu misericordia me ha engrandecido.                                                                                     | καὶ ἔδωκάς μοι ὑπερασπισμὸν σωτηρίας, καὶ ἡ δεξιά σου ἀντελάβετό μου, καὶ ἡ παιδεία σου ἀνώρθωσέ με εἰς τέλος, καὶ ἡ παιδεία σου αὐτή με διδάξει.                                   |
| 36    | תַּרְחִ֣יב צַעֲדִ֣י תַחְתָּ֑י וְלֹ֥א מָ֝עֲד֗וּ קַרְסֻלָּֽי׃                                                                         | Has alargado mis pasos bajo mí, para que mis pies no resbalen. | ἐπλάτυνας τὰ διαβήματά μου ὑποκάτω μου, καὶ οὐκ ἠσθένησαν τὰ ἴχνη μου. |
| 37    | אֶרְדּ֣וֹף א֭וֹיְבַי וְאַשִּׂיגֵ֑ם וְלֹֽא־אָ֝שׁ֗וּב עַד־כַּלּוֹתָֽם׃                                                                   | He perseguido a mis enemigos y los he alcanzado; no me he vuelto hasta que fueron consumidos. | καταδιώξω τοὺς ἐχθρούς μου καὶ καταλήψομαι αὐτοὺς καὶ οὐκ ἀποστραφήσομαι, ἕως ἂν ἐκλίπωσιν·                                                                                         |
| 38    | אֶ֭מְחָצֵם וְלֹא־יֻ֣כְלוּ ק֑וּם יִ֝פְּל֗וּ תַּ֣חַת רַגְלָֽי׃                                                                       | Los he herido de tal manera que no pudieron levantarse: cayeron bajo mis pies. | ἐκθλίψω αὐτούς, καὶ οὐ μὴ δύνωνται στῆναι, πεσοῦνται ὑπὸ τοὺς πόδας μου. |
| 39    | וַתְּאַזְּרֵ֣נִי חַ֭יִל לַמִּלְחָמָ֑ה תַּכְרִ֖יעַ קָמַ֣י תַּחְתָּֽי׃                                                                      | Porque tú me ceñiste de fortaleza para la batalla; sometiste bajo mí a mis enemigos. | καὶ περιέζωσάς με δύναμιν εἰς πόλεμον, συνεπόδισας πάντας τοὺς ἐπανισταμένους ἐπ᾿ ἐμὲ ὑποκάτω μου.                                                                                  |
| 40    | וְֽאֹיְבַ֗י נָתַ֣תָּה לִּ֣י עֹ֑רֶף וּ֝מְשַׂנְאַ֗י אַצְמִיתֵֽם׃                                                                        | También me has dado la cerviz de mis enemigos, para que pueda destruir a los que me odian. | καὶ τοὺς ἐχθρούς μου ἔδωκάς μοι νῶτον καὶ τοὺς μισοῦντάς με ἐξωλόθρευσας. |
| 41    | יְשַׁוְּע֥וּ וְאֵין־מוֹשִׁ֑יעַ עַל־יְ֝הֹוָ֗ה וְלֹ֣א עָנָֽם׃                                                                       | También me has dado la cerviz de mis enemigos, para que pueda destruir a los que me odian. | ἐκέκραξαν, καὶ οὐκ ἦν ὁ σῴζων, πρὸς Κύριον, καὶ οὐκ εἰσήκουσεν αὐτῶν. |
| 42    | וְֽאֶשְׁחָקֵ֗ם כְּעָפָ֥ר עַל־פְּנֵי־ר֑וּחַ כְּטִ֖יט חוּצ֣וֹת אֲרִיקֵֽם׃                                                                | Entonces los hice pedazos como el polvo ante el viento: los eché como la suciedad de las calles. | καὶ λεπτυνῶ αὐτοὺς ὡσεὶ χνοῦν κατὰ πρόσωπον ἀνέμου, ὡς πηλὸν πλατειῶν λεανῶ αὐτούς.                                                                                                 |
| 43    | תְּפַלְּטֵנִי֮ מֵרִ֢יבֵ֫י עָ֥ם תְּ֭שִׂימֵנִי לְרֹ֣אשׁ גּוֹיִ֑ם עַ֖ם לֹא־יָדַ֣עְתִּי יַֽעַבְדֽוּנִי׃                                                   | Me has librado de las asechanzas del pueblo; me has hecho cabeza de naciones; me servirán pueblos que yo no conocía.                                                                                 | ρύσῃ με ἐξ ἀντιλογίας λαοῦ, καταστήσεις με εἰς κεφαλὴν ἐθνῶν. λαός, ὃν οὐκ ἔγνων, ἐδούλευσέ μοι,                                                                                    |
| 44    | לְשֵׁ֣מַֽע אֹ֭זֶן יִשָּׁ֣מְעוּ לִ֑י בְּנֵֽי־נֵ֝כָ֗ר יְכַחֲשׁוּ־לִֽי׃                                                                     | Tan pronto como oigan hablar de mí, me obedecerán: los extraños se someterán a mí. | εἰς ἀκοὴν ὠτίου ὑπήκουσέ μου· υἱοὶ ἀλλότριοι ἐψεύσαντό μοι, |
| 45    | בְּנֵי־נֵכָ֥ר יִבֹּ֑לוּ וְ֝יַחְרְג֗וּ מִֽמִּסְגְּרֽוֹתֵיהֶֽם׃                                                                         | Los extraños se desvanecerán y tendrán miedo de sus lugares cercanos. | υἱοὶ ἀλλότριοι ἐπαλαιώθησαν καὶ ἐχώλαναν ἀπὸ τῶν τρίβων αὐτῶν. |
| 46    | חַי־יְ֭הֹוָה וּבָר֣וּךְ צוּרִ֑י וְ֝יָר֗וּם אֱלוֹהֵ֥י יִשְׁעִֽי׃                                                                    | El Señor vive; y bendita sea mi roca; y sea exaltado el Dios de mi salvación. | ζῇ Κύριος, καὶ εὐλογητὸς ὁ Θεός μου καὶ ὑψωθήτω ὁ Θεὸς τῆς σωτηρίας μου, |
| 47    | הָאֵ֗ל הַנּוֹתֵ֣ן נְקָמ֣וֹת לִ֑י וַיַּדְבֵּ֖ר עַמִּ֣ים תַּחְתָּֽי׃                                                                     | Dios es quien me vengará y someterá a los pueblos bajo mi mando. | ὁ Θεὸς ὁ διδοὺς ἐκδικήσεις ἐμοί, καὶ ὑποτάξας λαοὺς ὑπ᾿ ἐμέ, |
| 48    | מְפַלְּטִ֗י מֵאֹ֫יְבָ֥י אַ֣ף מִן־קָ֭מַי תְּרוֹמְמֵ֑נִי מֵאִ֥ישׁ חָ֝מָ֗ס תַּצִּילֵֽנִי׃                                                          | Me libras de mis enemigos; sí, me elevas por encima de los que se levantan contra mí; me libras del hombre violento.                                                                                 | ὁ ῥύστης μου ἐξ ἐχθρῶν μου ὀργίλων, ἀπὸ τῶν ἐπανισταμένων ἐπ᾿ ἐμὲ ὑψώσεις με, ἀπὸ ἀνδρὸς ἀδίκου ρῦσαί με.                                                                           |
| 49    | עַל־כֵּ֤ן ׀ אוֹדְךָ֖ בַגּוֹיִ֥ם ׀ יְהֹוָ֑ה וּלְשִׁמְךָ֥ אֲזַמֵּֽרָה׃                                                                  | Por eso te daré gracias, oh Señor, entre los paganos, y cantaré alabanzas a tu nombre. | διὰ τοῦτο ἐξομολογήσομαί σοι ἐν ἔθνεσι, Κύριε, καὶ τῷ ὀνόματί σου ψαλῶ, |
| 50    | מַגְדִּל֮ יְשׁוּע֢וֹת מַ֫לְכּ֥וֹ וְעֹ֤שֶׂה חֶ֨סֶד ׀ לִמְשִׁיח֗וֹ לְדָוִ֥ד וּלְזַרְע֗וֹ עַד־עוֹלָֽם׃                                                 | Él da grandes victorias a su rey y tiene misericordia de su ungido, de David y de su descendencia para siempre.                                                                                      | μεγαλύνων τὰς σωτηρίας τοῦ βασιλέως αὐτοῦ, καὶ ποιῶν ἔλεος τῷ χριστῷ αὐτοῦ, τῷ Δαυΐδ καὶ τῷ σπέρματι αὐτοῦ ἕως αἰῶνος.                                                              |

## Antecedentes y temas
Según Charles Augustus Briggs y Emilie Grace Briggs en la Serie de comentarios críticos internacionales, este salmo tomó prestado material de II Samuel 22, que pudo haber sido escrito por el propio David, con adiciones posteriores de múltiples editores que lo adaptaron para su uso en la adoración pública.
El libro de los Salmos tiene mucho superscriptionem , por lo que el Nuevo Testamento restauró " en problemas. David , el siervo del Señor que habló con las palabras de esta canción cuando el Señor lo libró de todas sus enemigos y salir la mano de Saúl . dijo que "después de más de una canción que comienza con " Te amo, Señor ".
Esta canción contiene aproximadamente lo mismo que II Samuel 22. Esta es una canción de acción de gracias , en la que David alaba al Señor que le dio la victoria en la guerra.
Juan Calvino , la teología cristiana Reforma partido, por lo que se describen los salmos de argumentos:
Sabemos que los problemas son, y cómo formidables obstáculos David al otro mundo, porque incluso la muerte de Saúl refugiados y una confusión general entre la vida y causado muchas muertes. Entonces, cuando él tenía su mano sobre el trono, distorsión, han sido bien acogida por la discordia civil y cuando potestior parte adversa, a menudo un poco lejos de estar muerto. Tenerlo ejercitada en la vejez, la verdad del enemigo externo, por lo que de una manera terrible. Estos desastres, que, a menos que sea ayudado por el poder de Dios, ellos nunca han sido mayores. Y muchas victorias notables que no es él mismo (como los hombres profanos) para celebrar un triunfo, pero Dios es el autor de los que acabamos de celebrar. Este es el comienzo de un salmo que David es tan magníficamente en su comenzar la defensa de nuestro maravilloso estado de gracia cabeza. Luego se mostró en su sombra para el Reino de Cristo la imagen, espera que los fieles, aunque era a pesar de la lucha, y todo el mundo, Cristo es el poder del Padre, con una increíble siempre será el ganador.

## Tema
La Biblia de Jerusalén describe este salmo como «una oda triunfal que combina una oración de acción de gracias... con un canto de victoria real, que termina con una nota mesiánica.»
Según Charles Augustus Briggs y Emilie Grace Briggs en la serie «Comentario crítico internacional», este salmo tomó prestado material de 2 Samuel 22, que pudo haber sido escrito por el propio David, con adiciones posteriores de múltiples editores que lo adaptaron para su uso en el culto público. 
Este salmo es uno de los varios salmos que se refieren a Dios como una «roca»  y una «fortaleza».
Los detalles del Salmo, incluido el lenguaje de un descenso acuoso al Seol, coinciden estrechamente con los detalles del Libro de Jonás.

## Estructura
Hermann Gunkel estructura el salmo de la siguiente manera:
1. Versículo 2f .: introducción al himno
2. Versículos 4–20: Parte principal de la primera parte: narración del evento.
  1. Versículo 4: breve resumen
  2. Versículo 5f.: Informe de la difícil situación del poeta
  3. Versículo 7ab: Invocación de YHWH
  4. Versículos 7c-20: Informe de salvación
    1. Versículos 8–16: Intervención de YHWH
    2. Versículos 17-20: obra de rescate de YHWH
3. Versículos 21–31: consideraciones de intervención divina
  1. Versículos 21-25: La razón de la ayuda: la propia justicia del cantante
  2. Versículos 26-28: la lección que el hablante ha aprendido de su habilidad
  3. Versículo 29 y sig .: experiencia personal del poeta, su confianza
  4. Versículo 31: confesión general
4. Versículos 32–51: segunda parte
  1. Versículos 33–37: Los preparativos: YHWH equipó al victorioso para la procesión militar.
  2. Versículos 38–43: Descripción de la batalla victoriosa y la huida del enemigo.
  3. Versículos 44–46: el héroe victorioso asciende a la "cabeza de las naciones"
  4. Versículos 47–49: primera pieza final
  5. Versículo 50f.: Segunda pieza final

## Comentarios

### De la Iglesia católica

#### A todo el salmo
El Salmo 18 responde afirmativamente a la súplica confiada del Salmo 17, proclamando que Dios ha escuchado al orante. Esta respuesta se fundamenta en la inocencia del justo (vv. 2-25) y en la misericordia divina (vv. 20-30). El texto tiene un paralelo casi idéntico en 2 Samuel 22, donde aparece con el mismo encabezado, lo que indica que se trata de una composición previa al exilio. El salmo inicia con una serie de invocaciones que reconocen a Dios como salvador (vv. 2-3). Luego, se describe una liberación concreta del peligro de muerte (vv. 4-20): el orante clama a Dios (vv. 4-7) y este interviene con poder, representado en imágenes de tormenta, para rescatarlo (vv. 8-20). Sigue una reflexión sobre las razones de esta intervención: la rectitud del orante (vv. 21-25) y la fidelidad de Dios con quienes lo temen (vv. 26-30).
En la segunda parte se relata otra experiencia de salvación, esta vez en el contexto bélico (vv. 31-50). Se introduce con una afirmación sobre la fidelidad de Dios y su ayuda (vv. 31-35). A continuación, se describe cómo el rey vence a sus enemigos (vv. 36-43) y alcanza dominio sobre su pueblo y sobre naciones extranjeras (vv. 44-46). La sección culmina con una nueva alabanza a Dios (vv. 47-50) y una mención final a David que retoma el inicio del salmo (v. 51; cf. v. 1). En el Nuevo Testamento, este salmo adquiere un sentido pleno en la figura de Cristo, quien realiza la victoria definitiva no por la fuerza, sino por su obediencia al Padre. Su señorío sobre las naciones se manifiesta en la expansión del Evangelio.

#### A los versículos 2-20
El Salmo 18 presenta a Dios como refugio firme e inquebrantable mediante imágenes como «roca», «fortaleza», «peña» y «escudo», expresiones que reaparecen al final del himno (vv. 47-50). Agustín de Hipona, al comentar el versículo 3, destaca que el auxilio divino precede a la confianza del creyente: Dios actúa como escudo y redentor al proteger al ser humano de la soberbia y al ofrecerle salvación desde el primer momento en que se revela como defensa segura. 
El lenguaje de lamento empleado en los primeros versículos describe la muerte como una fuerza enemiga, superior al ser humano (v. 5). El término «Belial», que originalmente significa «inútil», se utiliza para referirse al poder maligno —identificado con el demonio— que busca dañar al hombre (cf. 1 R 21,5-16). En el Nuevo Testamento, San Pablo contrapone a Belial con Cristo, estableciendo una clara oposición entre el mal y el Mesías (2 Co 6,15). La extensa descripción de la teofanía, con elementos tomados de tradiciones como Éxodo 19,16-19 y Jueces 5,4-6, subraya la supremacía del poder divino frente a las fuerzas destructoras. La aparición de Dios, representada mediante fenómenos naturales imponentes, pone de relieve su omnipotencia y su capacidad de intervenir eficazmente a favor del justo.

#### A los versículos 21-50
El centro del Salmo 18 es la afirmación de que Dios salva al justo, es decir, al que cumple sus mandamientos (v. 21). Sin embargo, la causa principal de esa salvación no es el mérito humano, sino la fidelidad de Dios, que responde según la actitud del hombre hacia Él (vv. 26-27). Como resumió San Josemaría: «Si nos damos, Él se nos da» 
Dios también salva al resto fiel de su pueblo por medio del rey, cuya victoria refleja esa fidelidad divina (vv. 28-30). En la segunda parte del salmo, se describe cómo el rey triunfa en la batalla gracias a la fuerza que recibe de Dios (vv. 33-35). Aunque se menciona su justicia, esta se reconoce como fruto de la ayuda divina. La acción de Dios no excluye el esfuerzo humano, sino que lo sostiene. La figura del rey orante se hace más visible aquí. Se muestra cómo Dios le concede autoridad sobre Israel y sobre otros pueblos (cf. Sal 28,8-9). Este dominio lleva a una conclusión clara: la alabanza a Dios por parte de todas las naciones. Pablo de Tarso ve en este rey una figura de Cristo. En Romanos 15,8-9 explica que Jesús cumple las promesas hechas a Israel y, al mismo tiempo, hace que los gentiles glorifiquen a Dios. Así se cumple el v. 50 del salmo: el nombre del Señor es alabado entre las naciones gracias a Cristo.

## Uso

### Judaísmo
- Este salmo se recita el séptimo día de la Pésaj en algunas tradiciones.[20]
- El versículo 32 se recita antes de Ein Keloheinu.[21]
- La mayoría de los días, el versículo 50 se recita al final de Birkat Hamazon ; en todos los demás días, se recita el versículo casi idéntico de II Samuel 22 .

### Nuevo Testamento
Algunos versículos del Salmo 18 se mencionan en el Nuevo Testamento :
- El versículo 2b se cita en Hebreos 2:13
- El versículo 49 se cita en Romanos 15: 9[22]

### Iglesia católica
Este salmo se reza en la Liturgia de las horas dividido en dos partes. Los versículos 2-30 en el oficio de lecturas de los miércoles de la primera semana y los versículos 31-51 en la misma posición del día siguente. Para facilitar la comprensión se le asigna a cada salmo un título en rojo (rúbrica) que no forma parte del salmo. Los títulos del Salmo 18 son Acción de gracias después de la victoria" para la primera parte y "Acción de gracias para la segunda parte.

### Calvinismo
Juan Calvino, un partidario de la teología cristiana de la Reforma, describió el tema del Salmo de la siguiente manera:
Sabemos a través de las dificultades y de los arduos obstáculos que David había llegado al reino, porque incluso hasta la muerte de Saúl, exiliado y fugitivo, prolongó su vida entre muchas muertes atemorizado. Entonces, cuando Dios ya lo había colocado en el trono por su propia mano, fue recibido por discordia interna; y, como la facción opuesta era más poderosa, a menudo no estaba lejos de la destrucción. Los enemigos externos, sin embargo, lo ejercitaron muy duro incluso hasta la vejez. Nunca habría sido superior a estos males si no hubiera sido ayudado por el poder de Dios. Él, por lo tanto, habiendo obtenido muchas y distinguidas victorias, no canta un triunfo para sí mismo (como suelen hacer los hombres profanos), sino que celebra a Dios como el autor de estas con justos encomios. Este salmo, entonces, es el comienzo, por el cual David magnifica, tanto al comenzar su reino como al proteger su estado, la maravillosa gracia de Dios. Luego muestra que en su reino se esbozó el reino de Cristopor la imagen, para que los fieles establezcan que, aunque el mundo entero se resista y de mala gana, Cristo siempre será el vencedor por el poder increíble del Padre.

### Literatura
- Donald K. Berry: Los Salmos y sus lectores: estrategias interpretativas para el Salmo 18 (1993)